# Carl McCoy
Carl Douglas McCoy (ur. 15 stycznia 1963 w Londynie) – angielski muzyk, kompozytor i wokalista. McCoy jest współzałożycielem oraz wieloletnim wokalistą grupy muzycznej Fields of the Nephilim. W 1996 roku pod nazwą The Nefilim nagrał swój autorski album zatytułowany Zoon.

## Dyskografia
- Watain - Lawless Darkness (2010, Season of Mist, gościnnie)[5]

## Filmografia
- "Hardware" (jako Nomad, 1990, film fabularny, reżyseria: Richard Stanley)[6]